# Отрив (Јон)
Отрив (фр. Hauterive) насеље је и општина у источном делу централне Француске у региону Бургоња, у департману Јон која припада префектури Осер.
По подацима из 2011. године у општини је живело 409 становника, а густина насељености је износила 42,78 становника/km². Општина се простире на површини од 9,56 km². Налази се на средњој надморској висини од 100 метара (максималној 156 m, а минималној 88 m).

## Демографија
| 1962. | 1968. | 1975. | 1982. | 1990. | 1999. | 2011. |
| ----- | ----- | ----- | ----- | ----- | ----- | ----- |
| 249   | 252   | 285   | 252   | 300   | 347   | 409   |

График промене броја становника у току последњих година